# Val Bernina
Val Bernina je nejvýše položené boční údolí Horního Engadinu ve švýcarském kantonu Graubünden. Je dlouhé asi 17 kilometrů a táhne se od úpatí Muottas Muragl jihovýchodním směrem k Lago Bianco v průsmyku Bernina.
Jedinou vesnicí v údolí je Pontresina. Všechny názvy v údolí jsou rétorománské a řídí se dialektem Puter. Protéká jím potok Bernina, který odděluje Livignské Alpy (severovýchod) od Bernských Alp (jihozápad), a na jeho březích se nacházejí údolní stanice lanovek na Diavolezzu (vlevo) a Piz Lagalb (vpravo).
Boční údolí údolí Val Bernina jsou na jedné straně (vpravo) Val Muragl, Val da Fain a Val Minor a (vlevo) Val Roseg a Val Morteratsch. Ta leží na úpatí známého vrcholu Piz Bernina a nachází se zde ledovec Morteratsch, největší ledovec v Engadinu.
Údolí je obsluhováno kantonální silnicí Samedan – Tirano a Bernina Expressem Rhétské dráhy.